# 成就妙法蓮華経王瑜伽観智儀軌
成就妙法蓮華経王瑜伽観智儀軌（じょうじゅみょうほうれんげきょうおうゆがかんちぎき）は、法華経の密教儀軌の一つ。真言八祖の一人で訳経僧の不空金剛が詔勅を受けて訳したもので、法華経二十八品の要旨および法華経の供養法が記されている。天台宗の僧侶、円仁が遣唐使船で日本に持ち込んだ法華曼荼羅はこの儀軌に基づいて書かれたものである。